# Pierre Pichoff
Pierre Pichoff est un magistrat français, connu pour avoir fait l'objet, en 1997, d'une première décision disciplinaire, puis incarcéré en 2011 dans le cadre d'une nouvelle enquête sur de possibles malversations et corruption de magistrat.

## Magistrat dans l'Aube
Pierre Pichoff commence sa carrière à Troyes, dans l'Aube, début janvier 1982. Le 1er juillet 1995, il est nommé vice-président à Troyes.
Chargé du tribunal d'instance de Bar-sur-Aube et de Bar-sur-Seine, il commet des actes lui valant de comparaître en 1997 devant le Conseil supérieur de la magistrature qui le sanctionne en le rétrogradant et en le déplaçant d'office au tribunal de grande instance de Béthune : « Par décret du Président de la République en date du 26 mai 1997, vu la décision du Conseil supérieur de la magistrature statuant comme conseil de discipline des magistrats du siège, prononçant la sanction du retrait des fonctions de vice-président assortie du déplacement d'office, vu l'avis du Conseil supérieur de la magistrature relatif à la nomination d'un magistrat du siège, M. Pichoff (Pierre), vice-président au tribunal de grande instance de Troyes, est nommé juge au tribunal de grande instance de Béthune ».

## Magistrat dans le Pas-de-Calais
Il est effectivement nommé juge au tribunal de grande instance de Béthune le 9 novembre 1998 : « Par décret du Président de la République en date du 9 novembre 1998, vu la décision du Conseil supérieur de la magistrature statuant comme conseil de discipline des magistrats du siège en date du 12 mars 1997, prononçant la sanction du retrait des fonctions de vice-président assortie d'un déplacement d'office, vu l'avis du Conseil supérieur de la magistrature relatif à la nomination d'un magistrat du siège en date du 13 octobre 1998, M. Pierre Pichoff, vice-président au tribunal de grande instance de Troyes, est nommé juge au tribunal de grande instance de Béthune. ». Le 31 juillet 2009, il figure dans le tableau d'avancement de la magistrature puis de nouveau le 26 août 2010.
Il exerce son activité juridictionnelle jusqu'en janvier 2011 (notamment en présidant le tribunal correctionnel), date à laquelle, à la suite d'une dénonciation anonyme, il est incarcéré de janvier à mai 2011 à la prison de la Santé à Paris pour des faits de corruption passive, tentative d'escroquerie et trafic d'influence. L'affaire a un grand retentissement dans la région et dans le milieu judiciaire.
Il est mis à la retraite le 1er janvier 2013.
En 2016, en première instance, il est relaxé de la plupart des infractions, notamment corruption, qui lui étaient reprochées car le tribunal dépaysé a estimé que les infractions n'étaient pas suffisamment caractérisées,.
En revanche, le tribunal le condamne à 4 000 euros d'amende avec sursis pour avoir falsifié un relevé de compte pour obtenir crédit.
En 2018, la cour d'appel de Paris infirme totalement ce jugement en relaxant Pierre Pichoff de cette dernière infraction, mais en le condamnant à cinq ans de privation des droits civiques, civils et de famille pour trafic d'influence,,.